# Doelen (schutterij)

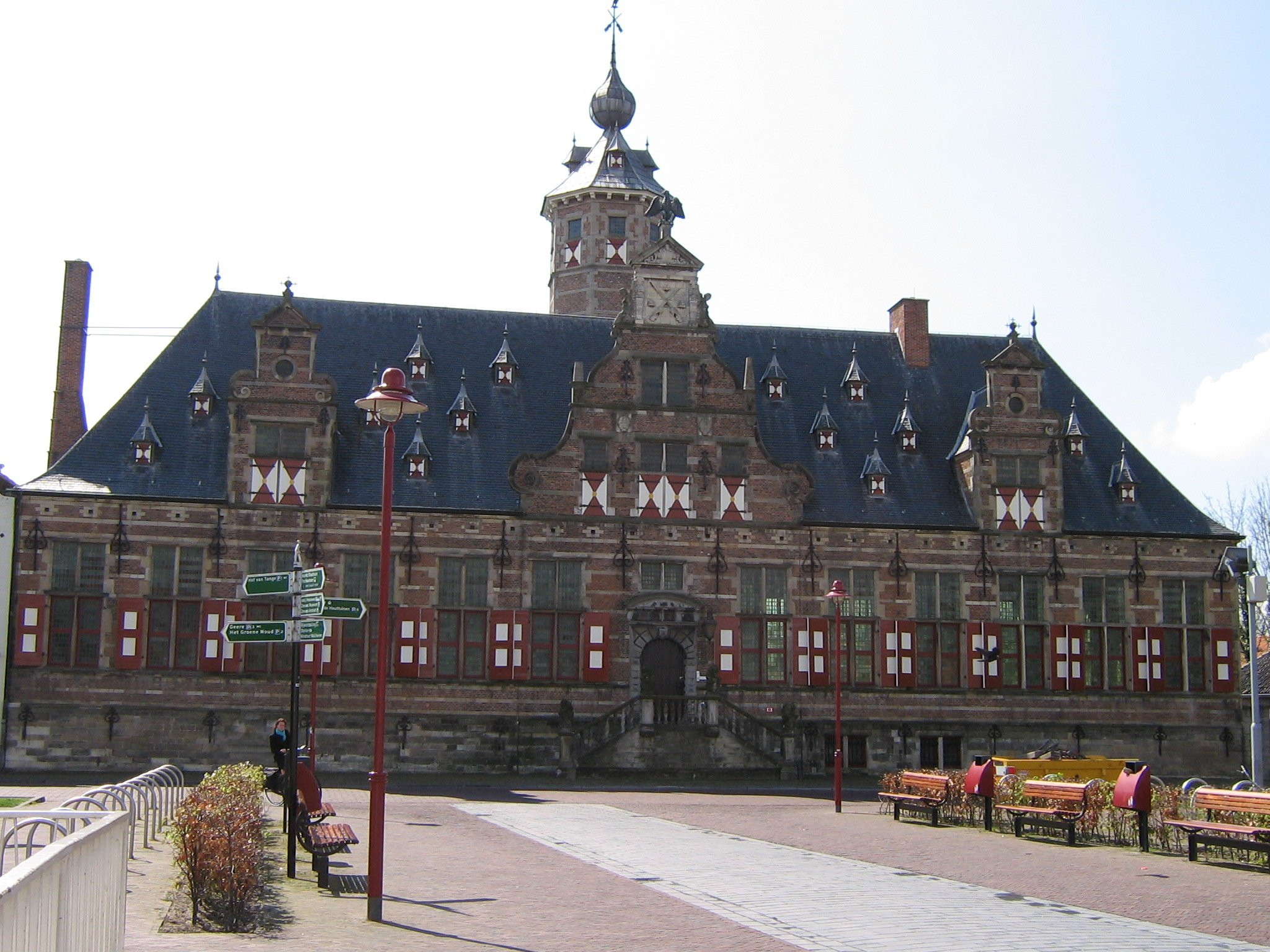
Kloveniersdoelen (Middelburg)

Een doelen was een oefenplek of schietbaan voor boogschutters en met geweer bewapende leden van de schutterij in de Nederlanden. Later werd de naam gebruikt voor een gebouw waarin boogschutters oefenden. Dergelijke gebouwen groeiden in de 17e eeuw, toen het belang van de schutterij afnam, uit tot sociëteiten waar de gegoede burgerij zich verpoosde.
Er waren apart doelens voor de handboogschutterij (die met pijl-en-boog schoot), de voetboogschutterij (die kruisbogen gebruikte) en de kloveniers, die een type musketgeweer gebruikten dat bus of klover genoemd werd (van het Franse couleuvrine), vandaar ook de naam "kloveniers".
De namen van dergelijke gebouwen zijn vaak bewaard gebleven in de panden zelf en/of in de straten waar deze aan lagen, zoals de Oude Doelenstraat en Nieuwe Doelenstraat in Amsterdam. Binnen de singels van de stad Utrecht zijn te vinden de Wijde Doelen, Doelenstraat en de Schutterstraat.  De Doelen in Rotterdam en De Nieuwe Doelen in Gorinchem zijn theaters vernoemd naar de schutterijgebouwen waar ze eerder waren gevestigd.
Een van de bekendste doelens is de, nu verdwenen, Kloveniersdoelen in Amsterdam, waar Rembrandt het schuttersstuk (of doelenstuk) De Nachtwacht voor schilderde, en waar de oranjegezinde doelisten in opstand kwamen.

## Doelens
Enkele doelens waren:
Amsterdam
- Oude Doelen
- Handboogdoelen
- Kloveniersdoelen (nu het Doelen Hotel)
- Voetboogdoelen

Middelburg
- Handboogdoelen
- Kloveniersdoelen
- Sint-Jorisdoelen

Elders
- Doelen (Hoorn) - ook bekend als Doelenhotel, Sint-Sebastiaans- en Sint-Jorisdoelen zaten in één gebouw
- Doelenhuis (Schoonhoven)
- Kloveniersdoelen (Dordrecht)
- Kloveniersdoelen (Haarlem)
- De Doelen (theater in Rotterdam)
- De Nieuwe Doelen (theater in Gorinchem)
- Sint Sebastiaansdoelen (Den Haag), Historisch Museum